# Giuliano Portilla
Giuliano Portilla (Lima, 25 de maio de 1972) é um ex-futebolista peruano que atuava como defensor.

## Carreira
Giuliano Portilla integrou a Seleção Peruana de Futebol na Copa América de 1997.